# Yūshin Okami
Yūshin Okami (jap. 岡見勇信 Okami Yūshin; ur. 21 lipca 1981 w Prefekturze Kanagawa) – japoński zawodnik mieszanych sztuk walki (MMA) wagi średniej i półśredniej. Wieloletni zawodnik UFC i były pretendent do pasa mistrzowskiego tejże organizacji w wadze średniej. W przeszłości związany z WOSF oraz DEEP, ponadto dwukrotny uczestnik mistrzostw świata ADCC z 2003 i 2007. Czarny pas w judo.

## Kariera MMA

### Początek
Okami rozpoczął zawodową karierę MMA w 2002 roku na gali GCM: Demolition 1, wygrywając z rodakiem Kyosuke Sasakim przez decyzję sędziów. W 2003, wygrał krajowe eliminacje do Mistrzostw Świata ADCC w submission fightingu. Na mistrzostwach odpadł już w pierwszej rundzie, przegrywając ze srebrnym medalistą olimpijskim w zapasach z Sydney Mattem Lindlandem.
W latach 2002–2005, walczył głównie w kraju na galach GMC, Pancrase i PRIDE, ale również miał epizody w rosyjskim M-1 MFC (przegrana z Amarem Sułojewem) czy na Hawajach na gali SuperBrawl (przegrana z Falaniko Vitale). Znaczącymi zwycięstwami w tamtym czasie były wygrane nad Nickiem Thompsonem oraz Ryutą Sakuraiem. W styczniu 2006, wziął udział w mocno obsadzonym turnieju Rumble on the Rock 8 w Honolulu. Okami doszedł do półfinału, pokonując w pierwszej walce Brazylijczyka Andersona Silvę przez dyskwalifikację (nieprzepisowe kopnięcia w parterze), w drugiej przegrywając na punkty z Amerykaninem Jakem Shieldsem. Po znokautowaniu Izuru Takeuchiego w czerwcu 2006, związał się z Ultimate Fighting Championship.

### Ultimate Fighting Championship
26 sierpnia 2006, zadebiutował w UFC na gali numer 62, wygrywając z Alanem Belcherem. W latach 2006–2008, stoczył siedem pojedynków, w tym aż sześć zwycięskich, pokonując m.in. byłego mistrza UFC Evana Tannera czy Deana Listera. Jedyną porażkę w tym czasie zaznał z rąk Richa Franklina (16 czerwca 2007). 24 października 2009, na UFC 104, przegrał na punkty z Chaelem Sonnenem, by następne trzy pojedynki w 2010 wygrać, kolejno z Lucio Linharesem, Markiem Muñozem oraz Nathanem Marquardtem (w zastępstwie za kontuzjowanego Vitora Belforta), w oficjalnym eliminatorze do walki o pas mistrzowski wagi średniej.
27 sierpnia 2011, zmierzył się w rewanżu z mistrzem UFC Andersonem Silvą, lecz ostatecznie przegrał to starcie przez techniczny nokaut w 2. rundzie. Po tej porażce, nieoczekiwanie przegrał przed czasem z Timem Boetschem, notując drugą porażkę z rzędu.
W latach 2012−2013, wygrywał m.in. w rewanżu z Belcherem oraz niejednogłośnie na punkty z Hectorem Lombardem. Po przegranej z Ronaldo Souzą we wrześniu 2013, został nieoczekiwanie zwolniony z organizacji, mimo iż w ostatnich czterech walkach, zwyciężał trzykrotnie. Jeszcze w tym samym roku, związał się z World Series of Fighting.

### World Series of Fighting
W organizacji zadebiutował 29 marca 2014, poddając wskutek zapiętego duszenia, Bułgara Swietłozara Sawowa, otrzymując po tym szanse walki o mistrzostwo WSOF wagi średniej, z mistrzem Davidem Branchem. Ostatecznie Japończyk przegrał przez TKO w 4. rundzie mistrzowskiego starcia. Drugą porażkę z rzędu zadał mu inny, były wieloletni zawodnik UFC Jon Fitch, który wypunktował go na przestrzeni trzech rund, w październiku 2015.
27 stycznia 2016, wrócił do Japonii, tocząc zwycięską walkę dla organizacji DEEP, pokonując w rewanżu Ryutę Sakuraia przez TKO w 2. rundzie.

## Osiągnięcia
Submission fighting:
- 2003: ADCC Japan Trials – 1. miejsce w kat. -88 kg
- 2007: ADCC Japan Trials – 1. miejsce w kat. -88 kg